# Crème glacée Lambert
Pour les articles homonymes, voir Lambert.
Crème glacée Lambert est une entreprise spécialisée dans la fabrication de crème glacée. Son usine se situe à Lachine (Montréal). L'entreprise se spécialise non seulement dans la crème glacée, mais aussi dans les bûches de Noël glacées qui représentent environ le quart de leurs ventes (400 000 à 600 000 bûches vendues par année). Il s'agit de la première entreprise de desserts glacés au Québec à obtenir la certification CAC (Contrôle Allergène Certifié).

## Histoire
Crème glacée Lambert a été fondée par Geoffrey Lambert en 1956. À l'automne 2003, deux ans après la mort du fondateur, l'entreprise fait faillite. Elle est rachetée par quatre investisseurs six mois plus tard, soit en mars 2004.
En 2009, l'entreprise acquit l'entreprise ontarienne Stoney Creek Dairy (SCD), fabricant de crème glacée.
On déclare à nouveau la faillite de l'entreprise le 15 octobre 2010. Le propriétaire Georges Gaucher déclare :

« On a vu trop grand! [...] Notre plan était de fermer l’usine ontarienne et de rapatrier la production au Québec mais nous avons dû maintenir les activités en raison de contrats qui ne pouvaient être réalisés au Québec. »

Avec des dettes de 8,8 M$, l'entreprise doit fermer ses portes le 30 septembre 2010.
L'entreprise est reprise en décembre 2010 par deux investisseurs anonymes, mais la reprise des activités n'est prévue qu'à l'usine de Lachine.